# Заболоцкий, Николай Алексеевич
Никола́й Алексе́евич Заболо́цкий (при рождении — За́болотский; 24 апреля [7 мая] 1903, с/х ферма Казанского губернского земства, Каймарской волости Казанского уезда Казанской губернии — 14 октября 1958, Москва) — русский советский поэт, переводчик. Член Союза писателей СССР. Репрессирован в 1938 году, находился в заключении в 1939-1943 годах, реабилитирован посмертно в 1963 году.

## Биография
Родился недалеко от Казани — на ферме Казанского губернского земства, расположенной в непосредственной близости от Кизической слободы. Его отец, Алексей Агафонович Заболотский (1864—1929) — агроном — работал управляющим земской сельскохозяйственной фермой, а мать Лидия Андреевна (урождённая Дьяконова) (1882(?)—1926) — сельской учительницей. Крещён 25 апреля (8 мая) 1903 год в Варваринской церкви города Казани. Детство Николая Заболоцкого прошло в Кизической слободе вблизи Казани. Когда мальчику исполнилось 7 лет, семья переехала в село Сернур Уржумского уезда Вятской губернии (ныне Сернурский район Республики Марий Эл). В третьем классе сельской школы Николай «издавал» свой рукописный журнал и помещал там собственные стихи. С 1913 по 1920 годы он жил в Уржуме Вятской губернии, где учился в реальном училище. Увлекался историей, химией и рисованием. По его собственным словам, природа Сернура отразилась во многих его стихотворениях.
В ранних стихах поэта смешивались воспоминания и переживания мальчика из деревни, органически связанного с крестьянским трудом и родной природой, впечатления ученической жизни и пёстрые книжные влияния, в том числе господствующей предреволюционной поэзии — символизма и акмеизма: в то время Заболоцкий выделял для себя творчество Блока и Бальмонта.
В 1920 году, окончив училище в Уржуме, он приехал в Москву и поступил на медицинский и историко-филологический факультеты университета. Очень скоро, однако, оказался в Петрограде, где обучался на отделении языка и литературы Пединститута имени Герцена, которое закончил в 1925 году, имея, по собственному определению, «объёмистую тетрадь плохих стихов». В следующем году его призвали на военную службу.
Служил он в Ленинграде, на Выборгской стороне, и уже в 1927 году уволился в запас. Несмотря на краткосрочность и едва ли не факультативность армейской службы, столкновение с «вывернутым наизнанку» миром казармы сыграло в судьбе Заболоцкого роль своеобразного творческого катализатора: именно в 1926—1927 годах он написал первые настоящие поэтические произведения, обрёл собственный, ни на кого не похожий голос.
В это же время он участвовал в создании литературной группы ОБЭРИУ. По окончании службы получил место в отделе детской книги ленинградского ОГИЗа, которым руководил С. Маршак.
Заболоцкий увлекался живописью Филонова, Шагала и Брейгеля. Умение видеть мир глазами художника осталось у поэта на всю жизнь.

### Столбцы. Начало поэтического пути
Демобилизовавшись, поэт попал в обстановку последних лет НЭПа, сатирическое изображение которой стало темой стихов раннего периода, составивших его первую поэтическую книгу — «Столбцы». В 1929 году она вышла в свет в Ленинграде и сразу вызвала литературный скандал и отрицательные отзывы в прессе, обвинявшей автора в юродствовании над коллективизацией.
Оценённая как «враждебная вылазка», книга прямых «оргвыводов»-распоряжений в отношении автора не вызвала. При помощи Николая Тихонова ему удалось завязать отношения с журналом «Звезда», где напечатали около десяти стихотворений, пополнивших «Столбцы» во второй (неопубликованной) редакции сборника.
Заболоцкий создал многомерные стихи. И первое их измерение — острый гротеск и сатира на мещанский быт и повседневность, растворяющие в себе личность. Другая грань «Столбцов», их эстетическое восприятие, требует специальной подготовленности читателя.
Заболоцкий сплёл художественно-интеллектуальную ткань — пародию. В его ранней лирике изменяется функция пародии, исчезают её сатирические и полемические компоненты. Она утрачивает роль оружия внутрилитературной борьбы. В «Disciplina Clericalis» (1926) идёт пародирование тавтологичной велеречивости Бальмонта, завершающееся зощенковскими интонациями.
В стихотворении «На лестницах» (1928), сквозь кухонный уже зощенковский мир вдруг проступает «Вальс» Владимира Бенедиктова. «Ивановы» (1928) раскрывает свой пародийно-литературный смысл, вызывая ключевые образы Достоевского с Сонечкой Мармеладовой и её стариком. Строки из стихотворения «Бродячие музыканты» (1928) отсылают к Пастернаку.

### Основа философских поисков Заболоцкого
Со стихотворения «Меркнут знаки зодиака» зарождается главная тема, нерв творческих поисков Заболоцкого — впервые звучит Трагедия Разума. Нерв этих поисков в дальнейшем заставит его обладателя уделить куда как больше строчек философской лирике.
Через все его стихотворения пролегает путь напряжённого вживания индивидуального сознания в загадочный мир бытия, который неизмеримо шире и богаче созданных людьми рассудочных конструкций.
На этом пути поэт-философ претерпевает существенную эволюцию, в ходе которой можно выделить три диалектические стадии: 1926—1933, 1932—1945, 1946—1958 годы.
Заболоцкий читал много и с увлечением: не только после публикации «Столбцов», но и раньше он читал труды Фридриха Энгельса, Григория Сковороды, работы Климента Тимирязева о растениях, Юрия Филипченко об эволюционной идее в биологии, Вернадского о био- и ноосферах, охватывающих всё живое и разумное на планете и превозносящих и то, и другое как великие преобразовательные силы; читал теорию относительности Эйнштейна, приобретшую широкую популярность в 1920-е годы; «Философию общего дела» Николая Фёдорова.
К публикации «Столбцов» у их автора уже была натурфилософская концепция. В её основе — представление о мироздании как единой системе, объединяющей живые и неживые формы материи, которые находятся в вечном взаимодействии и взаимопревращении. Развитие этого сложного организма природы происходит от первобытного хаоса к гармонической упорядоченности всех её элементов, и основную роль здесь играет присущее природе сознание, которое, по выражению того же Тимирязева, «глухо тлеет в низших существах и только яркой искрой вспыхивает в разуме человека».
Поэтому именно Человек призван взять на себя заботу о преобразовании природы, но в своей деятельности он должен видеть в природе не только ученицу, но и учительницу, ибо эта несовершенная и страдающая «вековечная давильня» заключает в себе прекрасный мир будущего и те мудрые законы, которыми следует руководствоваться человеку.

В 1931 году Заболоцкий познакомился с работами Циолковского, которые произвели на него неизгладимое впечатление. Циолковский отстаивал идею разнообразия форм жизни во Вселенной, явился первым теоретиком и пропагандистом освоения человеком космического пространства. В письме к нему Заболоцкий писал: 
«…Ваши мысли о будущем Земли, человечества, животных и растений глубоко волнуют меня, и они очень близки мне. В моих ненапечатанных поэмах и стихах я, как мог, разрешал их».

### Дальнейший творческий путь
Сборник «Стихотворения. 1926-32», уже набранный в типографии, не был подписан в печать. Публикация новой поэмы «Торжество земледелия», написанной в какой-то степени под впечатлением «Ладомира» Велимира Хлебникова (1933), вызвала новую волну травли Заболоцкого. Угрожающие обвинения в критических статьях (формализм, мистика, примитивизм, физиологизм, идеализм и пр.) всё более убеждали поэта, что ему не дадут утвердиться в поэзии со своим собственным, оригинальным направлением.

Это породило у него разочарование и творческий спад во второй половине 1933 года, 1934, 1935 годах. Вот тут и пригодился жизненный принцип поэта:
Надо работать и бороться за самих себя. Сколько неудач ещё впереди, сколько разочарований и сомнений! Но если в такие минуты человек поколеблется — песня его спета. Вера и упорство. Труд и честность…
И Николай Алексеевич продолжал трудиться. Средства к существованию давала работа в детской литературе — в 1930-х годах он сотрудничал с журналами «Ёж» и «Чиж», которые курировал Самуил Маршак, писал стихи и прозу для детей (в том числе пересказал для детей «Гаргантюа и Пантагрюэля» Франсуа Рабле (1936)).
Постепенно положение Заболоцкого в литературных кругах Ленинграда укреплялось. Многие стихи этого периода получили одобрительные отзывы, а в 1937 году вышла его книга, включающая в себя семнадцать стихотворений («Вторая книга»).
На рабочем столе Заболоцкого лежали начатые поэтическое переложение древнерусской поэмы «Слово о полку Игореве» и своя поэма «Осада Козельска», стихотворения и переводы с грузинского. Но наступившее благополучие было обманчивым.

### В заключении
19 марта 1938 года Заболоцкий был арестован и затем осуждён по делу об антисоветской пропаганде. В качестве обвинительного материала в его деле фигурировали злопыхательские критические статьи и клеветническая обзорная «рецензия», тенденциозно искажавшая существо и идейную направленность его творчества.
От смертной казни его спасло то, что на допросах Н. А. Заболоцкий не признал обвинения в создании контрреволюционной организации, куда якобы должны были входить Николай Тихонов, Борис Корнилов и другие.

По запросу НКВД критик Николай Лесючевский написал отзыв о творчестве поэта, где указал, что «„творчество“ Заболоцкого является активной контрреволюционной борьбой против советского строя, против советского народа, против социализма».
Первые дни меня не били, стараясь разложить морально и физически. Мне не давали пищи. Не разрешали спать. Следователи сменяли друг друга, я же неподвижно сидел на стуле перед следовательским столом — сутки за сутками. За стеной, в соседнем кабинете, по временам слышались чьи-то неистовые вопли. Ноги мои стали отекать, и на третьи сутки мне пришлось разорвать ботинки, так как я не мог переносить боли в стопах. Сознание стало затуманиваться, и я все силы напрягал для того, чтобы отвечать разумно и не допустить какой-либо несправедливости в отношении тех людей, о которых меня спрашивали…
Это строки Заболоцкого из мемуаров «История моего заключения» (опубликованы за рубежом на английском языке в 1981 году, в последние годы советской власти напечатаны и в СССР, в 1988 году).
Срок он отбывал с февраля 1939 года до мая 1943 года в системе Востоклага в районе Комсомольска-на-Амуре, затем в системе Алтайлага в Кулундинских степях. Частичное представление о его лагерной жизни даёт подготовленная им подборка «Сто писем 1938—1944 годов», выдержки из писем к жене и детям.
С марта 1944 года после освобождения из лагеря жил в Караганде. Там он закончил переложение «Слова о полку Игореве» (начатое в 1937), ставшее лучшим в ряду опытов многих русских поэтов. Это помогло ему в 1946 году добиться разрешения жить в Москве. Снимал жильё в писательском посёлке Переделкино у В. П. Ильенкова.
В 1946 году Заболоцкого восстановили в Союзе писателей. Начался новый московский период его творчества, он сумел вернуться к неосуществлённым замыслам.
Николай Заболоцкий был реабилитирован посмертно 24 апреля 1963 года по заявлению жены.

### Московский период
В написанных в то время стихотворениях «Слепой» и «Гроза» звучит тема творчества и вдохновения. Большинство стихотворений 1946—1948 годов получили высокую оценку сегодняшних историков литературы. Именно в этот период было написано «В этой роще берёзовой». Внешне построенное на простом и выразительном контрасте картины мирной берёзовой рощи, поющей иволги, жизни и смерти, оно несёт в себе грусть, отзвук пережитого, намёк на личную судьбу и трагическое предчувствие общих бед. В 1948 году выходит третий сборник стихов поэта.
В период 1949—1952 годов творческий подъём, проявившийся в первые годы после возвращения, сменился творческим спадом и почти полным переключением на художественные переводы. Опасаясь, что его слова снова будут использованы против него, Заболоцкий сдерживал себя и не писал. Положение изменилось только после XX съезда КПСС, с началом хрущёвской оттепели, ознаменовавшей ослабление идеологической цензуры в литературе и искусстве.
На новые веяния в жизни страны он откликнулся стихотворениями «Где-то в поле возле Магадана», «Противостояние Марса», «Казбек». За последние три года жизни Заболоцкий создал около половины всех произведений московского периода. Некоторые из них появились в печати. В 1957 году вышел четвёртый, наиболее полный его прижизненный сборник стихотворений.
Цикл лирических стихов «Последняя любовь» вышел в 1957 году, «единственный в творчестве Заболоцкого, один из самых щемящих и мучительных в русской поэзии». Именно в этом сборнике помещено стихотворение «Признание», посвящённое Н. А. Роскиной, позже переработанное ленинградским бардом Александром Лобановским («Очарована околдована / С ветром в поле когда-то повенчана / Вся ты словно в оковы закована / Драгоценная ты моя женщина…»).

### Семья
В 1930 году Заболоцкий женился на Екатерине Васильевне Клыковой (1906—1997). Е. В. Клыкова пережила кратковременный роман (1955—1958) с писателем Василием Гроссманом, уходила от Заболоцкого, но потом вернулась.
Сын — Никита Николаевич Заболоцкий (1932—2014), кандидат биологических наук, автор биографических и мемуарных произведений об отце, составитель нескольких собраний его произведений.
Дочь — Наталья Николаевна Заболоцкая (род. 1937), с 1962 года жена вирусолога Николая Вениаминовича Каверина (1933—2014), академика РАМН, сына писателя Вениамина Каверина.
Двоюродный брат — детский писатель и поэт Леонид Владимирович Дьяконов (1908—1995).
С 1956 года, во время ухода Е. В. Клыковой, Заболоцкий был кратковременно женат на Наталье Александровне Роскиной (1927—1989), дочери литературоведа А. И. Роскина; ей посвящено несколько стихотворений поэта.

### Смерть

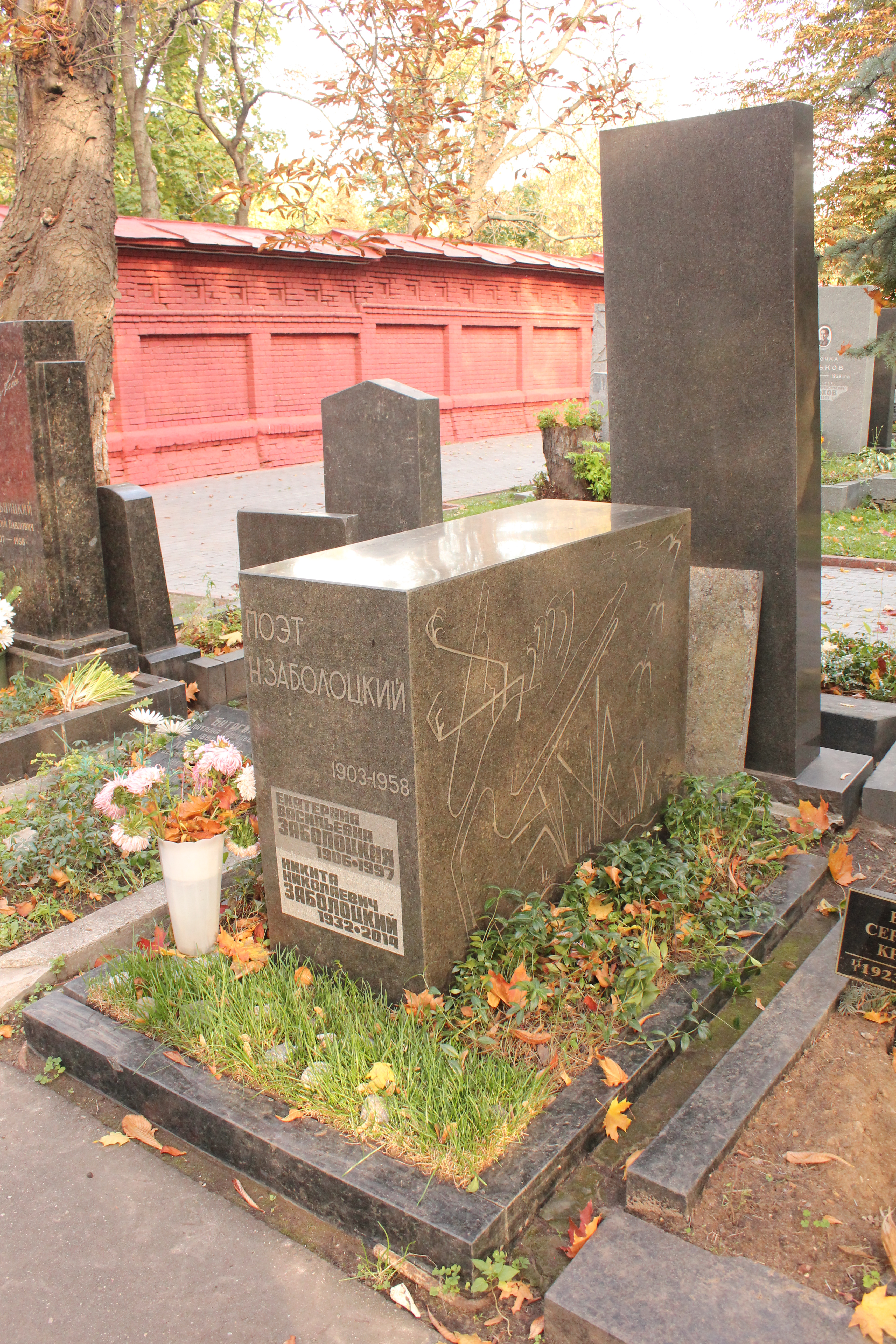
Могила Заболоцкого на Новодевичьем кладбище Москвы

Перед смертью поэт успел получить и широкое читательское внимание, и материальный достаток. По мнению близко знавшего Заболоцкого Н. Чуковского, роковую роль в его жизни сыграли семейные проблемы (уход жены, её возвращение). В 1955 году у Заболоцкого случился первый инфаркт, в 1958 году — второй, а 14 октября 1958 года он умер.
Похоронен на Новодевичьем кладбище.

## Творчество
После смерти Заболоцкого его поэзия стала широко издаваться, переводиться на иностранные языки, изучаться литературоведами.

Раннее творчество поэта было сосредоточено на проблемах города и народной массы, в нём сказывается влияние В. Хлебникова, оно отмечено предметностью, свойственной футуризму, и многообразием бурлескной метафорики. Конфронтация слов, давая эффект отчуждения, выявляет новые связи. При этом стихи 3аболоцкого не достигают такой степени абсурда, как у других обэриутов. Природа понимается в стихах 3аболоцкого как хаос и тюрьма, гармония — как заблуждение. В поэме «Торжество земледелия» поэтика футуристического экспериментирования сочетается с элементами ироикомической поэмы XVIII века. Вопрос о смерти и бессмертии определяет поэзию 3аболоцкого 1930-х годов. Ирония, проявляющаяся в преувеличении или упрощении, намечает дистанцию по отношению к изображаемому. Поздние стихи 3аболоцкого объединяются общими философскими устремлениями и размышлениями о природе, естественностью языка, лишённого патетики, они эмоциональнее и музыкальнее, чем прежние стихи 3аболоцкого, и ближе к традиции (А. Пушкин, Е. Баратынский, Ф. Тютчев). К антропоморфному изображению природы здесь добавляется аллегорическое («Гроза», 1946).
— Вольфганг Казак

## Заболоцкий-переводчик
Николай Заболоцкий является крупнейшим переводчиком грузинских поэтов: Д. Гурамишвили, Гр. Орбелиани, И. Чавчавадзе, А. Церетели, В. Пшавелы.
Перу Заболоцкого принадлежит перевод поэмы Ш. Руставели «Витязь в тигровой шкуре» (1957 — последняя редакция перевода, кроме того, в 1930 году была издана также адаптированная для юношества версия перевода «Витязя в тигровой шкуре», сделанная Николаем Заболоцким, переизд. «Библиотека мировой литературы для детей», том 2, 1982).
О выполненном Заболоцким переводе «Слова о полку Игореве» Чуковский писал, что он «точнее всех наиболее точных подстрочников, так как в нём передано самое главное: поэтическое своеобразие подлинника, его очарование, его прелесть».
Сам же Заболоцкий сообщал в письме Н. Л. Степанову: «Сейчас, когда я вошёл в дух памятника, я преисполнен величайшего благоговения, удивления и благодарности судьбе за то, что из глубины веков донесла она до нас это чудо. В пустыне веков, где камня на камне не осталось после войн, пожаров и лютого истребления, стоит этот одинокий, ни на что не похожий, собор нашей древней славы. Страшно, жутко подходить к нему. Невольно хочется глазу найти в нём знакомые пропорции, золотые сечения наших привычных мировых памятников. Напрасный труд! Нет в нём этих сечений, всё в нём полно особой нежной дикости, иной, не нашей мерой измерил его художник. И как трогательно осыпались углы, сидят на них вороны, волки рыщут, а оно стоит — это загадочное здание, не зная равных себе, и будет стоять вовеки, доколе будет жива культура русская».
Обработал для детей перевод Ф. Рабле «Гаргантюа и Пантагрюэль».
Переводил также итальянского поэта Умберто Саба.

## Переписка с Циолковским
В 1932 году установилась переписка Николая Алексеевича Заболоцкого с основоположником теоретической космонавтики — Константином Эдуардовичем Циолковским. Николай Заболоцкий, в частности, писал Циолковскому: «…Ваши мысли о будущем Земли, человечества, животных и растений глубоко волнуют меня, и они очень близки мне. В моих ненапечатанных поэмах и стихах я, как мог, разрешал их». Заболоцкий рассказывал ему о тяготах собственных поисков, направленных на благо человечества: «Одно дело знать, а другое — чувствовать. Консервативное чувство, воспитанное в нас веками, цепляется за наше сознание и мешает ему двигаться вперёд».
Натурфилософские изыскания Циолковского наложили на творчество поэта крайне весомый отпечаток.

## Цитаты
А если это так, то что есть красота

И почему её обожествляют люди?

Сосуд она, в котором пустота,

Или огонь, мерцающий в сосуде?— «Некрасивая девочка»
Два мира есть у человека:

Один, который нас творил,

Другой, который мы от века

Творим по мере наших сил.— «На закате»
О, я недаром в этом мире жил!

И сладко мне стремиться из потёмок,

Чтоб взяв меня в ладонь, ты, дальний мой потомок,

Доделал то, что я недовершил.— «Завещание»

## Адреса
в Петрограде—Ленинграде
- 1921—1925 — жилой кооперативный дом Третьего Петроградского товарищества собственников квартир — улица Красных Зорь, 73;
- 1927—1930 — доходный дом — Конная улица, 15, кв. 33[36];
- 1930 — 19.03.1938 года — дом Придворного конюшенного ведомства («писательская надстройка») — набережная канала Грибоедова, 9[37].

### в Караганде
- 1945 — улица Ленина, д.9[38][39];

### в Москве
- 1946—1948 — на квартирах Н. Степанова, И. Андроникова в Москве и в Переделкине на даче В. П. Ильенкова
- 1948 — 14 октября 1958 — Хорошёвское шоссе, д. 2/1 корп. 4, квартира № 25. Место жизни, работы и смерти поэта. Дом входил в Реестр культурного наследия[40], но в 2001 году был снесён[41].

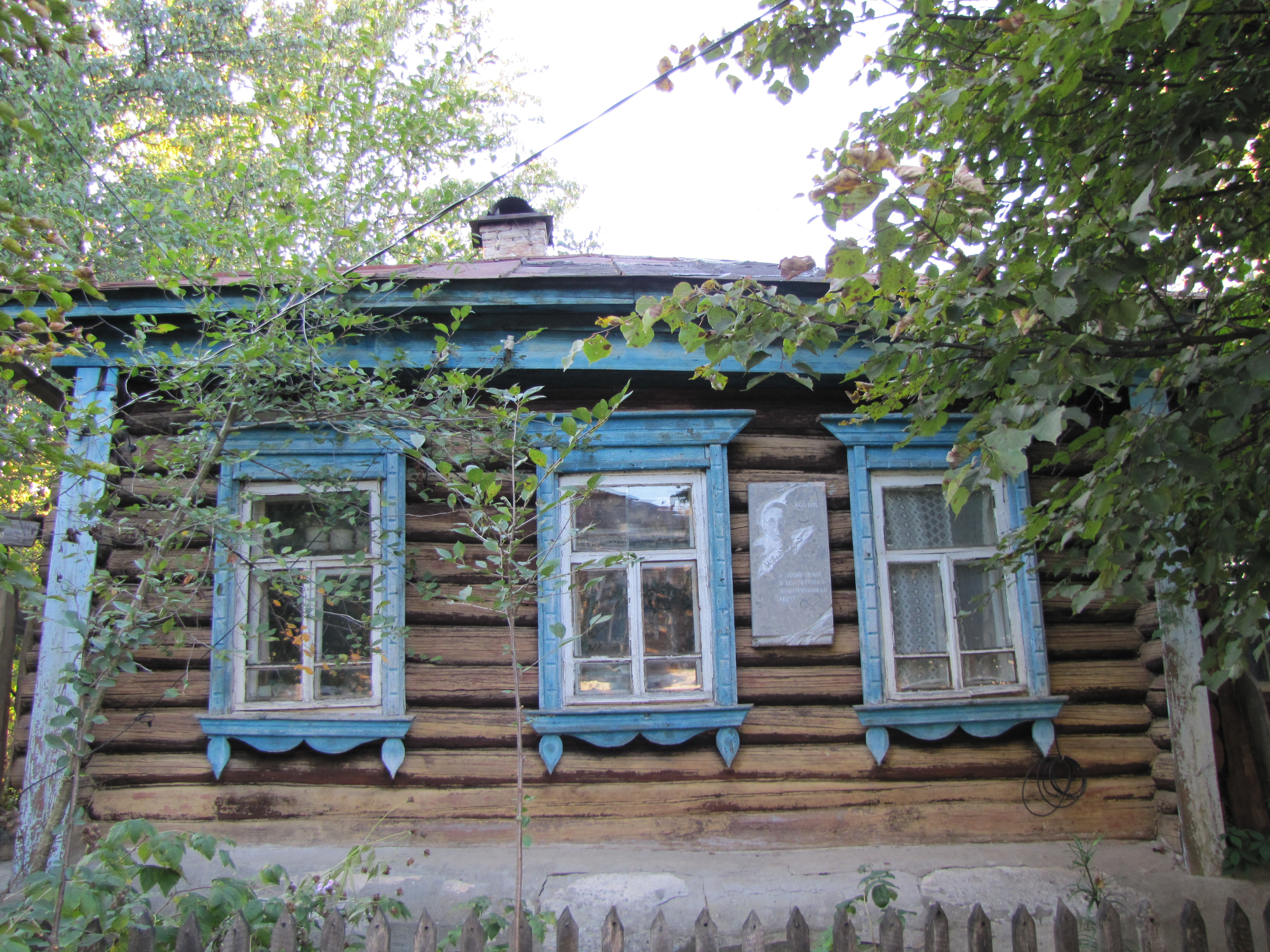
Дом в Тарусе

В летние месяцы 1957—1958 годов Н. Заболоцкий также жил в Тарусе — улица К. Либкнехта, 36 (мемориальная доска).

## Награды
- Орден Трудового Красного Знамени (17.04.1958) — за выдающиеся заслуги в развитии грузинского искусства и литературы и в связи с декадой грузинского искусства и литературы в городе Москве[42]

## Память

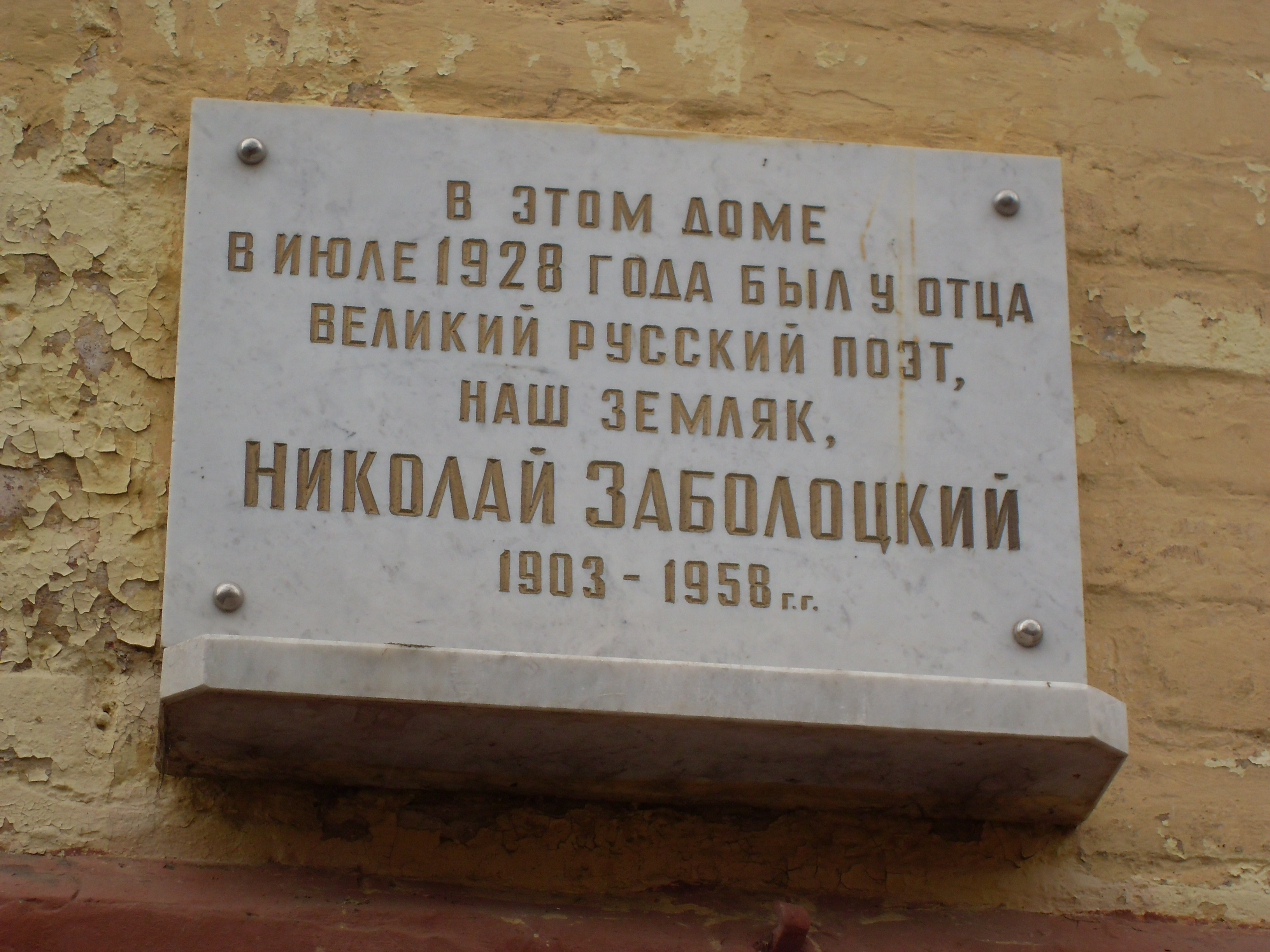
Мемориальная доска в Кирове

- Сернурская средняя общеобразовательная школа № 2 с 2003 года носит имя Николая Заболоцкого.
- В Кирове Николаю Заболоцкому установлена мемориальная доска.
- В Комсомольске-на-Амуре на здании бывшей «шарашки», где Н. Заболоцкий 5 лет работал чертёжником, установлена мемориальная доска (скульптор Надежда Ивлева).
- В Советско-Дунайском пароходстве (Измаил, Украина) было судно типа рудовоз имени Николая Заболоцкого.[источник не указан 3734 дня]
- 11 июля 2015 года в Тарусе Калужской области открыт первый в России памятник Николаю Заболоцкому. Его установили недалеко от дома (угол улиц Карла Либкнехта и Луначарского), где поэт жил последние два лета своей жизни[43]. На самом доме установлена мемориальная доска. Дом находится в плохом состоянии и продаётся[44].
- Решением Казанской городской думы от 4 марта 2015 года № 26-41 одной из улиц посёлка Салмачи была названа улицей Николая Заболоцкого[45].